# تينا أوبريز
تينا أوبريز (بالسلوفينية: Tina Obrez)‏ مواليد 21 أبريل 1986 في ليوبليانا، جمهورية يوغوسلافيا الاشتراكية الاتحادية، هي لاعبة كرة مضرب سلوفينية سابقة. أعلى تصنيف لها في الفردي كان 489. أعلى تصنيف لها في الزوجي كان 447.

## النهائيات

### الفردي (2–0)
| الحصيلة | الرقم | التاريخ        | الدورة                         | الأرضية | المنافس       | النتيجة            |
| ------- | ----- | -------------- | ------------------------------ | ------- | ------------- | ------------------ |
| الفوز   | 1.    | 3 أكتوبر 2005  | هرسك نوفي، صربيا والجبل الأسود | ترابية  | ناتاشا زوريتش | 7–6(7–4), 2–6, 6–4 |
| الفوز   | 2.    | 17 أكتوبر 2005 | دوبروفنيك، كرواتيا             | ترابية  | أني ميجاتشيكا | 6–1, 7–5           |

## روابط خارجية
- تينا أوبريز على موقع رابطة محترفات التنس (الإنجليزية)
- تينا أوبريز على موقع الاتحاد الدولي لكرة المضرب (الإنجليزية)
- تينا أوبريز على موقع كأس بيلي جين كينغ (الإنجليزية)
- تينا أوبريز على موقع خلاصة التنس.كوم (الإنجليزية)